# 위례신도시

위례신도시 행정구역 및 교통수단(위례선)

위례신도시(慰禮新都市, Wirye New Town)는 서울특별시 송파구 장지동, 거여동 및 경기도 성남시 수정구 창곡동, 하남시 학암동에 개발된 신도시다. 기존 이름은 송파신도시, 4만 9천가구로 계획되었으나, 2008년 국토해양부에서 위례신도시, 4만 6천가구로 개발계획을 발표하였다. 그린벨트 해제지역이며 개발기간은 2008~2017년으로 계획되었다.

## 역사
위례신도시의 이름은 삼국시대 국가 중 하나인 백제의 수도 이름인 위례성에서 왔다. 이후 한국 역사를 거치며 다양한 행정구역으로 병합/분할 되었다가 1988년 대통령 12367호와 1989년 행정구역 개편에 의해 지금의 행정구역들로 불리게 되었다. 기존에는 그린벨트 지역으로서 개발이 제한되어 있었으나, 2005년 8.31 부동산종합대책에 의해 해제되었으며, 2008년 위례신도시 계획안에 의해 위례신도시로 불리게 되었다. 
2013년 12월 보금자리 주택인 위례24단지와 위례22단지 두 단지를 시작으로 첫 입주가 시작되었다.

### 2014년 청약시장 과열
위례신도시는 박근혜 정부의 핵심적인 경제 정책인 초이노믹스(가계빚 한도를 늘려 부동산 매매를 활성화시키는 경기부양책)와 맞물려 아파트들의 분양가가 크게 상승한 것으로도 잘 알려져 있다.
분양가 상승과 더불어 청약경쟁률도 올라 2014년 분양한 A2-3블록의 경우 평균 139대 1의 청약경쟁률을 기록하기도 했다.
이러한 현상을 두고 거품이라는 의견도 제시되고 있으며, 9ㆍ1 부동산 대책 이후 부동산 경기가 예상과 달리 얼어붙자
실제로 분양권 전매시 추가되는 웃돈이 사라졌다.

### 행정 구역 조정 논의
계획수립 당시 행정구역 통합을 진행했었으나 지방자치단체간 이해관계가 서로 맞지 않아 행정구역 경계선을 조정하는 안에서 마무리 하게 되었다. 따라서 관할 관공서와 학군도 분리되어 있다.

그러다가 위례동 (하남시)의 행정 불편이 극심해져 주로 하남위례에 한정된 행정구역 편입 논의가 나오기 시작했다. 2016년 3월 30일 문학진이 대한민국 제19대 국회의원 선거 공약으로 하남위례를 서울위례나 성남위례로 편입할 수 있다고 공약했으나
 낙선했다. 그 후 메가서울 논의와 함께 2023년부터 하남시 위례만 서울 편입이 추진되고 있다.

## 특징

### 공영개발
위례신도시는 공영개발 방식이 전면 도입된 최초의 신도시다.
공영개발이란 국가 또는 공공단체가 민간의 토지를 매수하여 개발하는 방식이며 부동산 안정화를 위해 도입된 개발정책이다.

### 주거형태별 비율
공영개발 방식을 도입하고 강남권 인구 흡수라는 목표에 따라 중대형 아파트 위주의 공급과 임대주택 비율이 높이 책정되었으며 개발부지에 특수전사령부가 위치하고 있어 기지 이전 보상에 따라 군인아파트가 일정 비율 공급될 예정이다. 최초 계획은 군인가구 5,000, 임대비율은 50% 이상으로 추진이 되었으나, 이후 국방부가 추가로 분양권을 획득함에 따라 9,000 가구가 군인아파트로 책정되었으며,
임대주택은 43%로 수정되어 추진되었다.

## 입지와 교통
서울특별시의 동남부에 위치하고 있으며, 수도권제1순환고속도로의 송파 나들목, 분당수서로, 송파대로, 양재대로, 헌릉로, 대왕판교로 등이 인접해 있다. 버스 교통으로는 도시 외곽으로 장지/송파공영차고지가 인접해 있다.
내부 교통수단으로는 트램인 위례선과 신교통수단인 위례신사선이 건설 중에 있다.. 신도시 외곽에 서울 지하철 8호선 남위례역이 건설되었다.

### 위례신도시의 시내버스
| 노선 번호     | 운행업체                   | 운행구간          | 운행구간 | 운행구간              | 경유지 | 배차 간격 (분) | 비고            |
| ------------- | -------------------------- | ----------------- | -------- | --------------------- | --- | -------------- | --------------- |
| 5             | 대원버스                   | 판교제2테크노밸리 | ↔        | 마천역                | 판교역, 송현초교, 야탑역, 모란역, 가천대학교, 복정역, 위례신도시, 장지역, 거여초교                                                                                        | 20~30          | 성남시 면허     |
| 15-1          | 성남시내                   | 상탑동            | ↔        | 수서역                | 야탑역, 성남시청, 모란역, 태평역, 성남여중, 복정고등학교, 위례그린파크푸르지오, 엠코타운플로리체, 장지역                                                                  | 14~19          | 성남시 면허     |
| 20 마을버스   | 성남마을버스               | 복정동 복정역     | ↔        | 위례신도시 (31, 32)   | | 20~30          | 성남시 면허     |
| 21 마을버스   | 성남마을버스               | 복정동 복정역     | ↔        | 위례신도시            | 위례상가주택단지, 위례힐스테이트, 위례한빛고, 위례그린파크푸르지오 | 7~13           | 성남시 면허     |
| 31            | 경기상운                   | 위례신도시        | ↔        | 잠실광역환승센터      | 스타필드시티, 하남 위례동주민센터, 위례센트럴푸르지오, 엠코타운플로리체, 장지역, 가락시장역, 송파역, 석촌역, 잠실광역환승센터                                             | 15             | 하남시 면허     |
| 38            | 경기상운                   | 하남공영차고지    | ↔        | 남한산성입구          | 상산곡동, 천현동주민센터, 하남시청, 덕풍시장, 황산, 중앙보훈병원역, 위례신도시, 복정역, 모란역, 단대오거리역                                                              | 20~40          | 하남시 면허     |
| 50            | 성남시내                   | 상탑동            | ↔        | 복정역                | 중탑동, 야탑역, 모란역, (구)성남시청, 산성역, 래미안위례, 송례중학교 | 5~10           | 성남시 면허     |
| 50-1          | 성남시내                   | 상탑동            | ↔        | 복정역                | 중탑동, 야탑역, 모란역, (구)성남시청, 산성역, 래미안위례, 위례31단지 | 12~17          | 성남시 면허     |
| 60            | 성남시내                   | 상탑동            | ↔        | 가락시장역            | 영덕여고, 야탑역, 모란역, 중원구청, 대원사거리, 중원경찰서, 단대오거리역, 산성역, 위례한빛고, 아트리버푸르지오, 송례중학교, 장지역                                        | 6~11           | 성남시 면허     |
| 200           | 성남시내                   | 도촌동            | ↔        | 위례신도시            | 야탑역, 모란역, 태평역, 신흥시장, 수정구청, 산성역 | 11~16          | 성남시 면허     |
| 231           | 성남시내                   | 판교제2테크노밸리 | ↔        | 복정역(마천·위례경유) | 고등동, 세곡동사거리, 복정역, 위례31단지, 거여역, 마천동, 와이즈더샵, 호반베르디움, 밀리토피아                                                                            | 15~25          | 성남시 면허     |
| 331           | 성남시내                   | 운중동            | ↔        | 복정역                | 운중고교, 야탑역, 모란역, 태평역, 신흥시장, 수정구청, 산성역, 위례힐스테이트, 위례롯데캐슬, 위례센트럴푸르지오, 위례자이                                                  | 12~17          | 성남시 면허     |
| 333 간선버스  | 대성운수                   | 송파공영차고지    | ↔        | 몽촌토성역            | 위례신도시, 가락시장역, 수서역, 대모산입구역, 학여울역, 도곡역, 선릉역, 잠실새내역                                                                                        | 7~10           | 서울특별시 면허 |
| 343 간선버스  | 대성운수                   | 송파공영차고지    | ↔        | 압구정역              | 복정역, 위례신도시, 장지역, 가락시장역, 삼성서울병원, 삼성역, 청담역 | 12~20          | 서울특별시 면허 |
| 345 간선버스  | 대성운수                   | 송파공영차고지    | ↔        | 반포동 (구반포역)     | 위례신도시, 가락시장역, 잠실역, 삼성역, 봉은사역, 청담역, 압구정역, 고속터미널역                                                                                          | 7~14           | 서울특별시 면허 |
| 440 간선버스  | 대성운수                   | 송파공영차고지    | ↔        | 압구정동              | 위례신도시, 장지역, 세곡보금자리, 헌인릉, 양재역, 강남역, 신사역, 압구정한양A                                                                                             | 12~25          | 서울특별시 면허 |
| 3420 지선버스 | 남성교통 동성교통 한서교통 | 송파공영차고지    | ↔        | 반포동 (구반포역)     | 위례신도시, 장지역, 문정역, 가락시장역, 송파역, 석촌역, 학여울역, 매봉역, 양재역, 남부터미널역, 교대역, 서울고속버스터미널, 신반포역                                      | 7~15           | 서울특별시 면허 |
| 3313 지선버스 | 한서교통 대성운수          | 송파공영차고지    | ↔        | 잠실롯데월드          | 복정역, 위례신도시, 거여역, 개롱역, 오금역, 방이동4, 잠실역 | 6~12           | 서울특별시 면허 |
| 9200 직행좌석 | 대원버스                   | 스타필드위례      | ↔        | 서울역                | 위례신도시, 세곡동, 내곡동, 경부고속도로, 순천향대학병원, 을지로3가역, 종각역, 을지로입구역, 조계사, 세종문화회관, 신한은행본점, 서울역, 숭례문, 남대문세무서(서울백병원) | 20~30          | 성남시 면허     |
| 9202 직행좌석 | 경기상운                   | 위례신도시        | ↔        | 학동역                | 위례고등학교, 위례롯데캐슬, 위례센트럴푸르지오, 위례힐스테이트, 세곡동, 시민의숲, 양재역, 강남역, 논현역, 신사역                                                          | 8~15           | 하남시 면허     |

### 도시 철도
남위례역은 서울 지하철 8호선의 역이다. 경기도 성남시 수정구 복정동 공원로 601에 위치해있다.

## 시설

### 교육시설
| 행정구역             | 유치원                                                                                                 | 초등학교                                                                                                   | 초등학교                       | 중학교                                          | 고등학교                           |
| -------------------- | --- | --- | ------------------------------ | ----------------------------------------------- | ---------------------------------- |
| 서울특별시 송파구    | - 서울솔가람유치원 - 서울위례별유치원                                                                  | - 서울송례초등학교 - 서울위례별초등학교 - 서울위례솔초등학교(2022.3.2 개교 예정) - 서울산빛초등학교 (예정) | 위례신도시 초등학교 통학구역도 | - 송례중학교 - 위례솔중학교(2022.3.2 개교 예정) | - 덕수고등학교(2022.3.2 개교 예정) |
| 경기도 성남시 수정구 | - 위례고운초등학교 병설유치원 - 위례푸른초등학교 병설유치원 - 위례한빛초등학교 병설유치원 - 은솔유치원 | - 위례고운초등학교 - 위례중앙초등학교 - 위례푸른초등학교 - 위례한빛초등학교                                | 위례신도시 초등학교 통학구역도 | - 위례중앙중학교 - 위례한빛중학교               | - 위례한빛고등학교                 |
| 경기도 하남시        | - 위례유치원 - 위례초등학교 병설유치원                                                                 | - 위례초등학교                                                                                             | 위례신도시 초등학교 통학구역도 | - 위례중학교                                    | - 위례고등학교                     |

## 같이 보기
- 신도시
- 노면전차
- 백제 위례성